# Haus Blumenthal
Das Haus Blumenthal ist eine ehemalige Wasserburg am Ortseingang von Brachelen, einem Stadtteil von Hückelhoven aus Richtung Hilfarth im nordrhein-westfälischen Kreis Heinsberg.

## Geschichte
Das Gebäude wurde erstmals 1452 erwähnt und befand sich zu dieser Zeit im Besitz des Karl von Honseler. 1484 wurde ein Reiner von Honseler als Eigentümer erwähnt.
1542 erwarb Johann von Blumenthal das Anwesen, welches später nach der Familie Blumenthal benannt wurde. Johann von Blumenthal, Amtmann zu Gülsdorf, wurde 1546 von Kaiser Karl V. in den Adelsstand erhoben und war verheiratet mit Elisabeth von Gruithausen. 1600 ist die Familie von Gruithausen als Eigentümer verzeichnet. Bei der Familie von Gruithausen handelt es sich um ein altes, um 1300 erstmals erwähntes aus den Niederlanden stammendes Adelsgeschlecht.  Arnold von Gruithausen war mit Elisabeth von Blumenthal verheiratet. Der Übergang des Besitzes von der Familie von Blumenthal an die von Gruithausen ist auf diese familiären Verbindungen zurückzuführen.

## Bauwerk

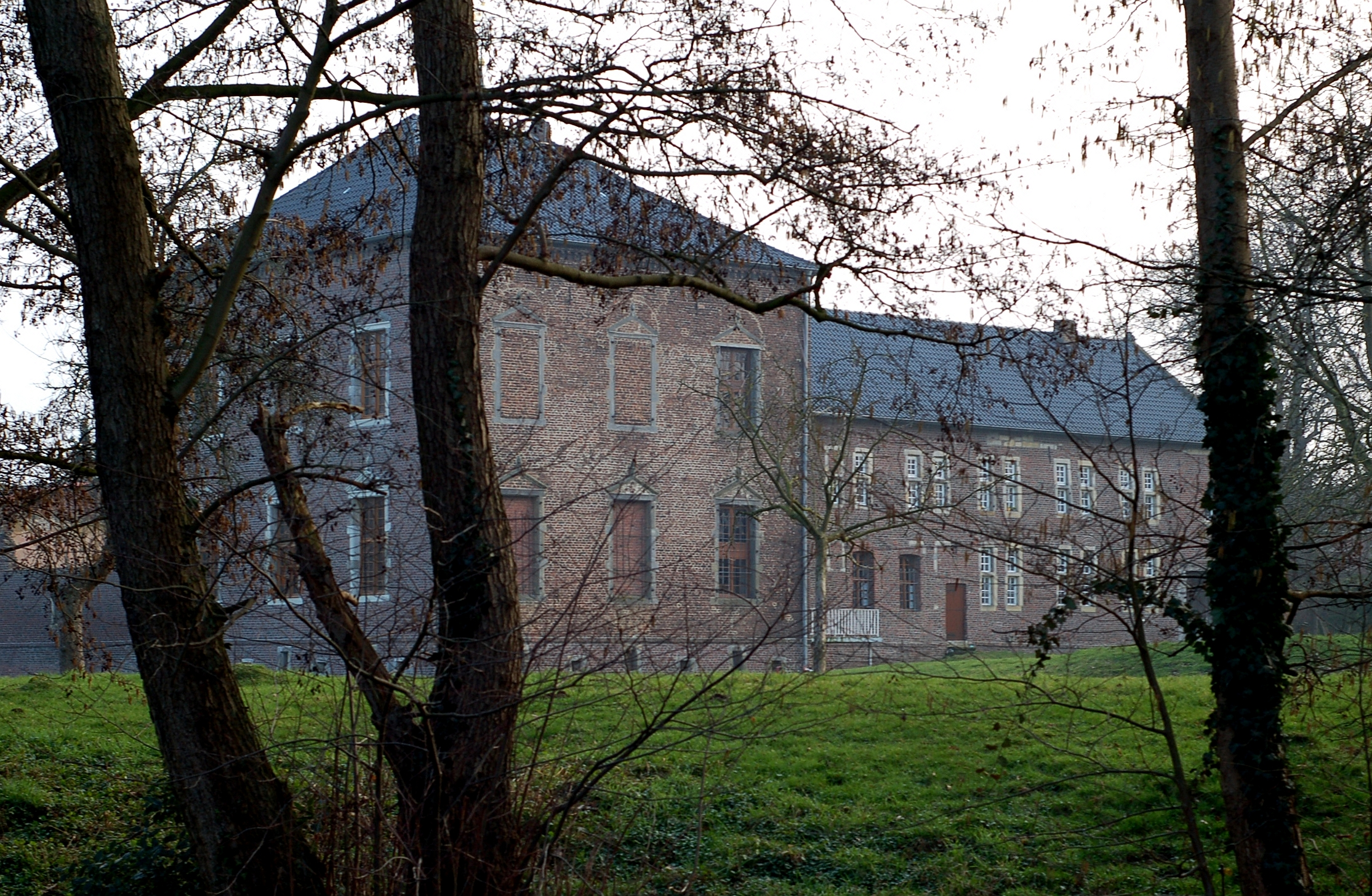
Haus Blumenthal von Norden, links der Saalbau, rechts der ältere Herrenhausteil

Haus Blumenthal ist der Rest einer ehemals rechteckigen Burganlage, die schon ab Beginn des 19. Jahrhunderts in wesentlichen Teilen verfiel.
Von dem ehemaligen Rittersitz ist an der Nordwestseite ein Teil des zweigeschossigen Herrenhauses mit in Haustein gefassten Fenstern aus der Mitte des 16. Jahrhunderts sowie der in der Nordostecke gelegene angrenzende Saalbau von 1658 erhalten. Dieser ist ebenfalls zweigeschossig, allerdings sind seine Geschosse bedeutend höher als beim daneben liegenden älteren Herrenhausteil. Den Zugang zum Saalbau gewährt ein kleines, reich geschmückten korbbogiges Portal mit giebelförmigen Aufsatz. Die großen Fenster des Saalbaues besitzen ebenfalls Gewände aus Haustein, diese sind jeweils mit einem Flachgiebel versehen, der an der Spitze mit einem Pinienzapfen geschmückt ist.